# 千葉県道84号茂原長生線

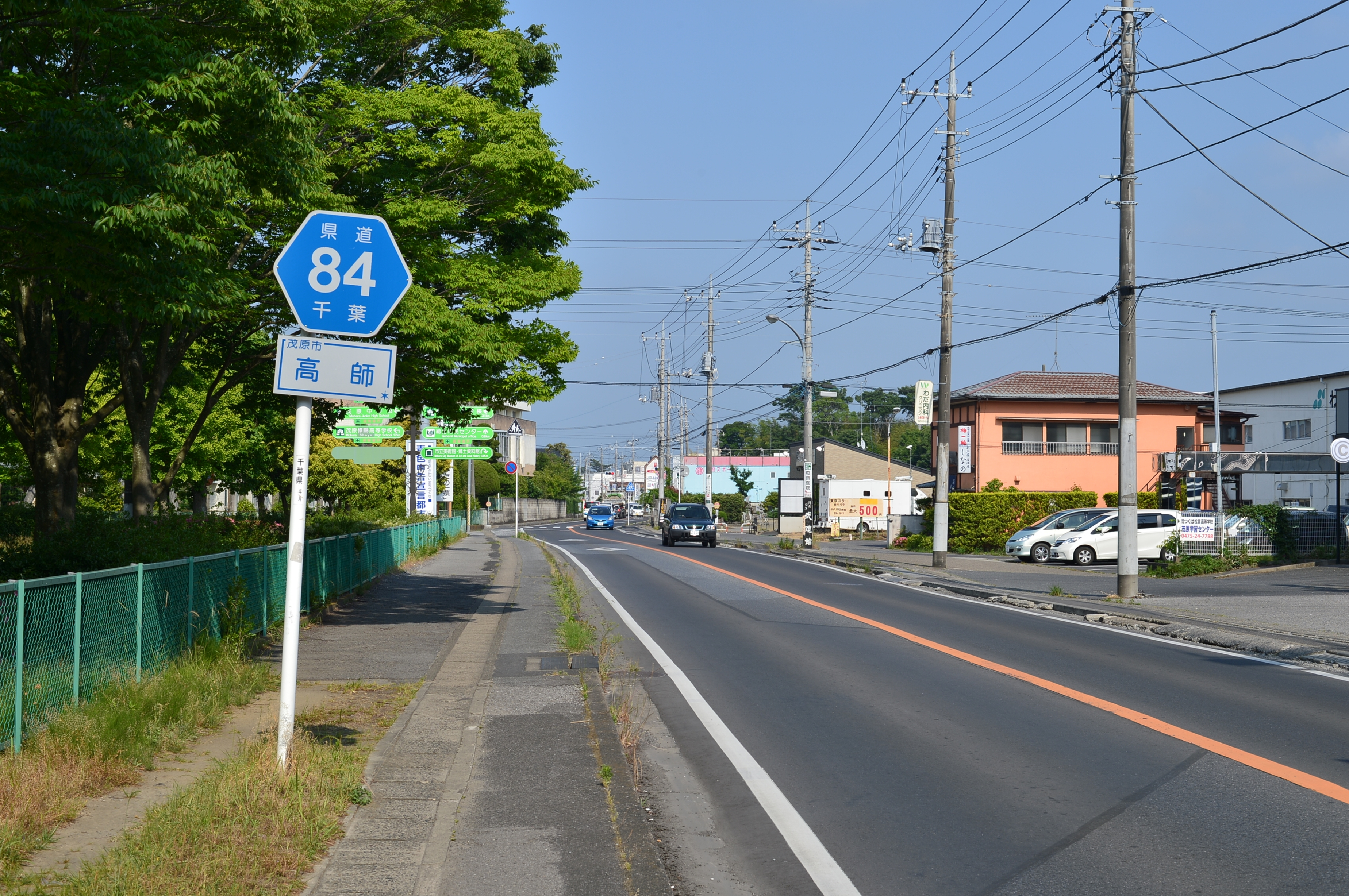
千葉県道84号茂原長生線
茂原市高師3丁目（2015年5月）

千葉県道84号茂原長生線（ちばけんどう84ごう もばらちょうせいせん）は、千葉県茂原市から長生郡長生村に至る県道（主要地方道）である。

## 路線概要
- 起点：茂原市茂原 高師交差点（国道128号交点）
- 終点：長生郡長生村一松 一松海岸入口交差点（千葉県道30号飯岡一宮線交点）
- 総延長：9.939 km（長生土木事務所管内：9.939 km）
- 重用延長：なし（長生土木事務所管内：0.0 km）
- 実延長：9.939 km（長生土木事務所管内：9.939 km[1]）

## 地理
茂原市域と長生村域で、まわりの景観がかなり違う。茂原市は、建物や施設などが並び、長生村は水田が多い。

### 通過する自治体
- 千葉県
  - 茂原市 - 長生郡長生村

### 交差する道路
- 国道128号（高師交差点）
- 千葉県道14号千葉茂原線＜茂原街道＞（高師交差点）
- 千葉県道138号正気茂原線（茂原市高師/町保）
- 千葉県道293号茂原環状線（茂原市東部台/木崎/六ツ野・東部台北交差点）
- 千葉県道123号一宮片貝線（長生村一松戊/驚・鈴賀神社交差点）
- 千葉県道30号飯岡一宮線（長生村驚・一松海岸入口交差点）

### 沿線
- JR外房線
- 千葉県立長生高等学校（茂原市高師）
- 茂原神経科病院（茂原市町保）
- 茂原市総合市民センター（茂原市町保）
- 茂原東部台郵便局（茂原市茂原）
- 九十九里有料道路 長生インターチェンジ（長生村一松戊）